# Mauritania en los Juegos Paralímpicos de Atenas 2004
Mauritania estuvo representada en los Juegos Paralímpicos de Atenas 2004 por una deportista femenina. El equipo paralímpico mauritano no obtuvo ninguna medalla en estos Juegos.